# Ctibor (bratr Měška I.)
Ctibor (latinsky Cidebur; † po 24. červnu 972) byl polský princ, člen dynastie Piastovců a bratr prvního křesťanského polského knížete Měška I. Podle kronikáře Galla Anonyma byl jeho otcem kníže Siemomysł.

## Život
Narodil se jako syn knížete Siemomysła, jak zaznamenal Gallus Anonymus ve své kronice. Na základě pořadí, v jakém se objevuje v pramenech, je Ctibor obvykle považován za třetího syna Siemomysła po Měškovi a neznámém jedincovi. Podle historika Edwarda Rymara mohl být Ctibor správcem pomořanského území poté, co ho okolo roku 967 kníže Měšek dobyl. Je zmíněn v kronice Dětmara z Merseburku jako jeden z velitelů v bitvě u Cedyně, v níž polské vojsko zvítězilo nad oddíly východosaského markraběte Oda I. v roce 972. Ctiborova přítomnost v bitvě mohla být založena nejen na jeho postavení jako velitele ve válce, ale také na tom, že se stal správcem již anektovaného Pomořanska.
Datum narození nebo úmrtí Ctibora není známé. Nedostatek informací o jeho smrti během bitvy u Cedyně naznačuje, že zemřel po 24. červnu 972, kdy došlo k bitvě. Ani údaje o Ctiborově manželce či dětech se nedochovaly, pravděpodobně vyznával až do roku 966 pohanství. Vzhledem ke Ctiborovu jménu mohla být jeho matka srbského původu.